# 神戸市立平野小学校 (西区)
神戸市立平野小学校（こうべしりつ ひらのしょうがっこう）は、兵庫県神戸市西区平野町宮前にある公立小学校。

## 概要

### 校章
- 真ん中に「平」と文字が刻まれており、由来は当校の東側に愛宕山、西側に明石川がある場所を表している。[1]

## 沿革

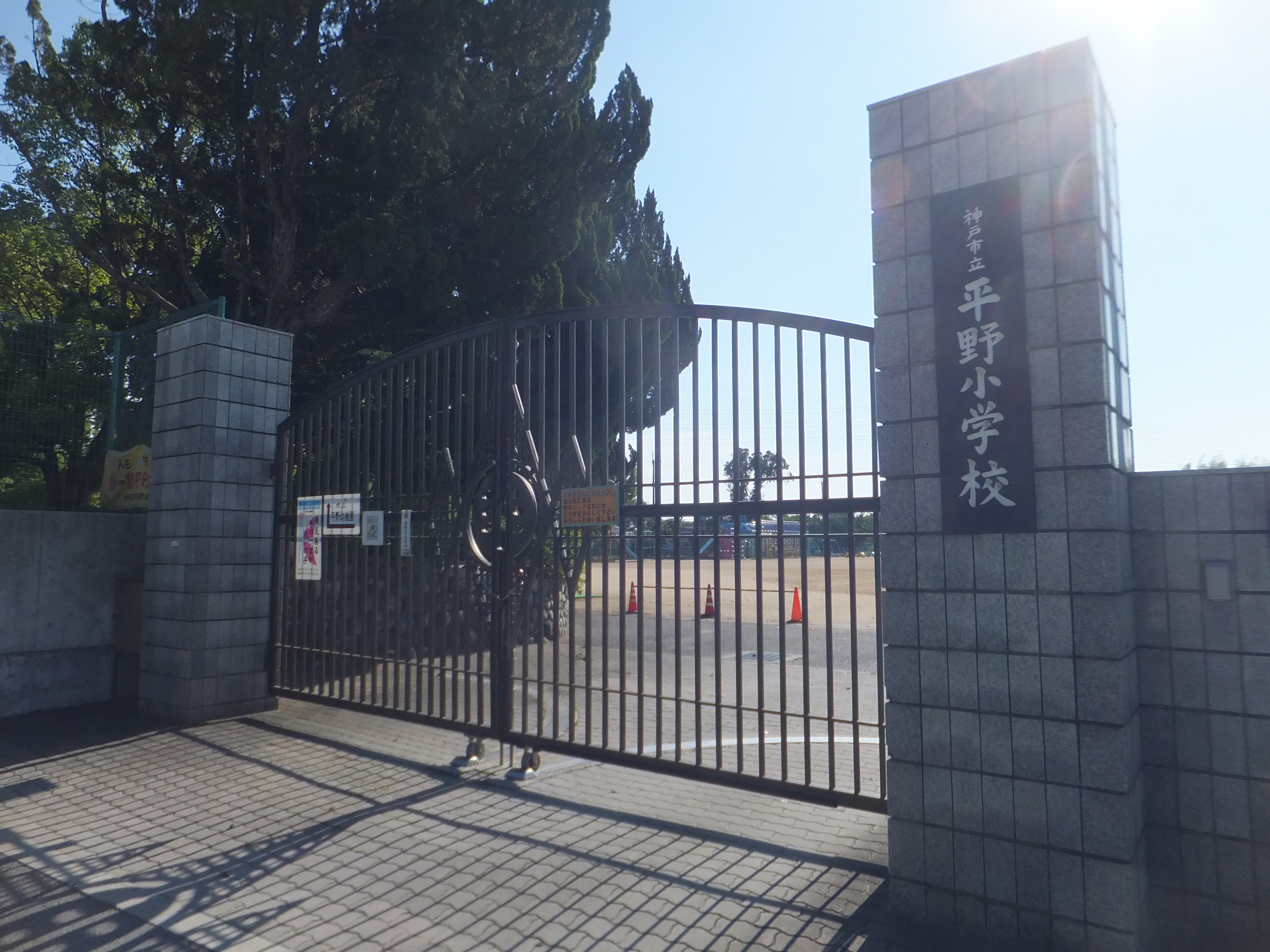
正門

- 1874年 - 西戸田（現:平野町西戸田）に一祥学校、福中（現:平野町福中）に向学校を設置する。[2]
- 1876年 - 一祥・向井両校を合併して下村小学校となる。[2]
- 1882年 - 下村中小学校となる。[2]
- 1884年 - 平野小学校と改称する。[2]
- 1889年 - 平野尋常小学校と改称する。[2]
- 1891年 - 高等科を設置し平野尋常高等小学校と改称する。[2]
- 1941年（昭和16年）4月1日 - 平野国民学校と改称する。[2]
- 1947年（昭和22年）4月1日 - 神戸市立平野小学校と改称する。[2]
- 1984年（昭和59年）4月1日 - 平野町宮前（現在地）に移転する。[2][3]

## 学校行事
- 運動会（令和2年度・3年度は新型コロナウイルス対策でひらのっこスポーツ大会として実施）
- 音楽会（令和2年度・3年度は新型コロナウイルス対策で器楽発表会として実施）
- なかよしひらのっこ遠足（令和2年度は新型コロナウイルス感染症拡大予防のための休校措置期間と重なったため中止）
- 始業式
- 終業式
- 入学式
- 卒業式

## 校区
- 神戸市西区[4]
  - 平野町（下村・福中・向井・芝崎・慶明・大野・中津・堅田・繁田・常本・大畑・宮前・印路・西戸田・黒田）

## 卒業後の進路
- 神戸市立平野中学校

## 校区周辺
- 明石川
- 神戸第一高等学校 西キャンパス
- 神戸市立平野中学校
- 神戸市立平野幼稚園
- 神戸市立春日台小学校
- 西区役所平野連絡所
- 平野児童館

## 交通
- 神姫バス 29・35・36・37・37A系統「平野小学校前」より
- 神戸市バス「西体育館口」より西に900m
- 第二神明玉津ICより北に約2km

## 著名な出身者
- 武内晋一（プロ野球選手、東京ヤクルトスワローズ）
- 松村景太（プロゴルファー）

## 通学区域が隣接している学校
- 神戸市立出合小学校
- 神戸市立玉津第一小学校
- 神戸市立櫨谷小学校
- 神戸市立春日台小学校
- 神戸市立美賀多台小学校
- 神戸市立高和小学校
- 神戸市立神出小学校
- 神戸市立岩岡小学校
- 明石市立大久保小学校
- 明石市立沢池小学校